# Ктенидії

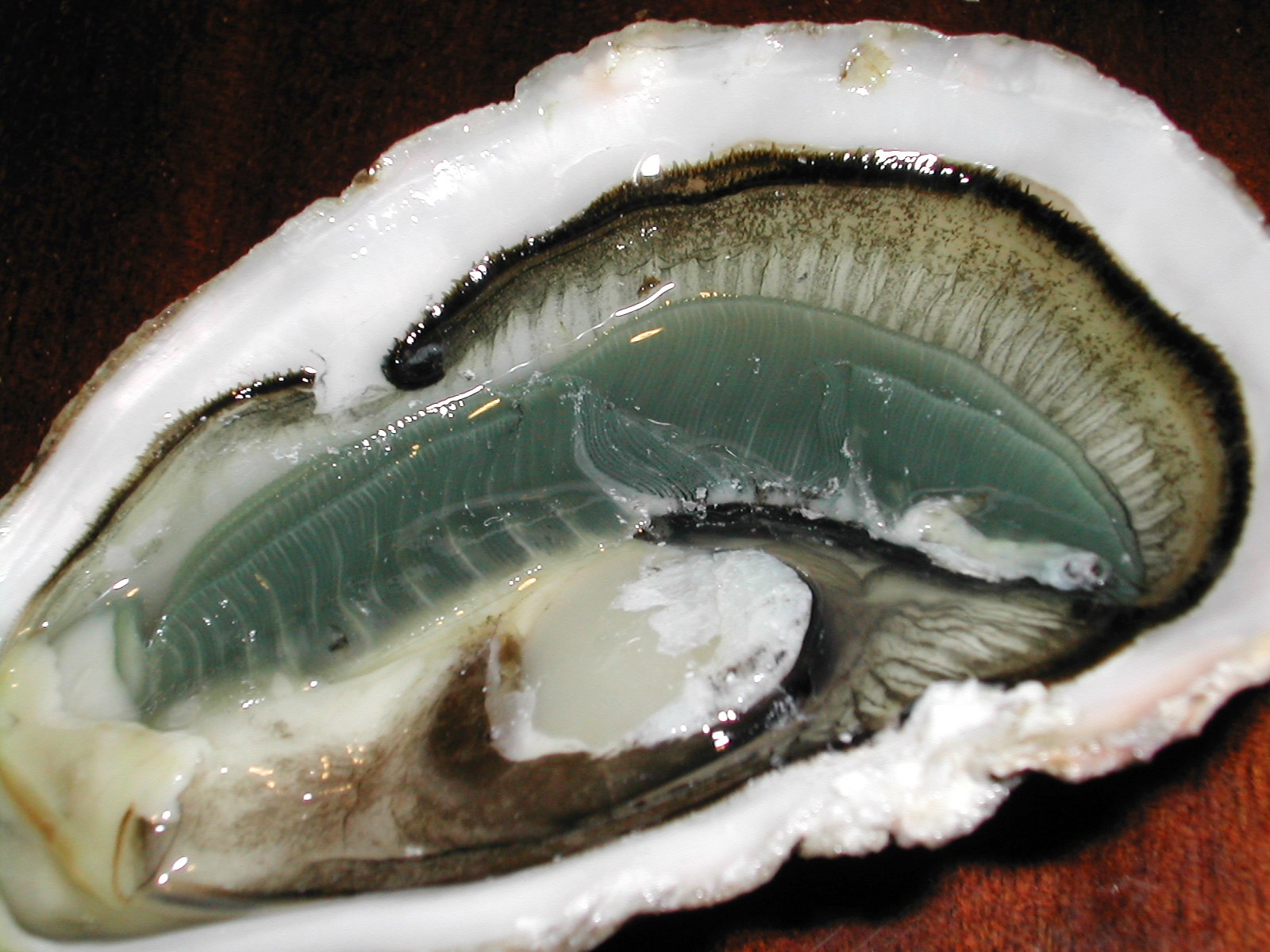
Ктенидії двостулкових молюсків

Ктени́дії (лат. ctenidia) — первинні зябра молюсків, розташовані в мантійній порожнині. Вихідна структура являла собою парні двосторонні перисті зябра. У деяких групах молюсків ктенидії значною мірою змінились в ході еволюції.
Ктенидії складаються з осьової пластини з двома рядами численних зябрових пелюсток (ламел), вкритих миготливим епітелієм. Зовнішня будова ктенидіїв нагадує пташине перо. Всередині опорного тяжу залягають приносна та виносна кровоносні судини, м'язи та нерви ктенидія. Рух миготливого епітелію забезпечує циркуляцію води навколо ктенидіїв, що сприяє газообміну між кров'ю та водою через стінки кровоносних судин і зябрових лакун, що пронизують ктенидії.
У більшості головоногих молюсків одна пара ктенидіїв, у наутилусів — дві пари, у моноплакофор — 5—6 пар. У панцирних молюсків 4—80 ктенидієподібних зябер у мантійних щілинах. У черевоногих молюсків (крім деяких передньозяберних) зберігається тільки один ктенидій, у легеневих замість нього розвивається легеня, у голозяберних замінюються адаптивними зябрами. Серед двостулкових тільки первиннозяброві мають одну пару ктенидіїв з типовою перистою будовою, у інших вони перетворені на дві пари нитковидно-подвійних, видовжених або пластинчастих зябер.